# Ozero Zhaltyrsha
Ozero Zhaltyrsha är en saltsjö i Kazakstan. Den ligger i den norra delen av landet, 500 km nordväst om huvudstaden Astana. Arean är 1,1 kvadratkilometer.